# Tremblois-lès-Rocroi
Tremblois-lès-Rocroi è un comune francese di 156 abitanti situato nel dipartimento delle Ardenne nella regione del Grand Est.

## Società

### Evoluzione demografica
Abitanti censiti